# Tejido de sostén
En las plantas, el sostén del tallo comprende un conjunto de tejidos duros que forman su tejido y las mantiene erguidas, paradas. Los tejidos de sostén son de varios tipos:majo y mafer
- Esclerénquima: crecimiento en grosor , conformado de células duras con abundante (grosor o tamaño?) lignina y celulosa, son de dos clases.
  - Estriada: dan resistencia por ejemplo las fibras esclerosas del coco.
  - Cúbica: células pétreas que tienen el protoplasto completamente duro se han muerto son completamente indeformables; por ejemplo: (Prunus persica, Prunus capuli).
- Colénquima: mantiene erguida la planta. Presente de preferencia en tejidos en vías de crecimiento, se caracteriza por la acumulación de celulosa y pectina en la pared celular; esta acumulación puede ser de cuatro formas.
  - Angular
  - Tangencial
  - Lagunar
  - Ovalado